# Уменович, Милорад
Милорад «Мичо» Уменович (серб. Миолорад "Мићо" Умјеновић; 24 июня 1920, Перван-Дони, около Баня-Луки — 4 декабря 1943, около Приеполе) — югославский сербский партизан Народно-освободительной войны Югославии, Народный герой Югославии.

## Биография
Родился 24 июня 1920 года в Дони-Перване (ныне община Баня-Лука Республики Сербской). Родом из бедной крестьянской семьи. Окончил начальную школу в бронзовом майдане, а затем как воспитанник общества «Привредник» отправился учиться в училище. В 1934 году переехал в Белград, где вступил в рабочее движение. Стал членом Коммунистической партии Югославии в юности и благодаря своей активности был отправлен на партийные курсы. В 1940 году назначен руководителем ячейки Союза коммунистической молодёжи Югославии на своём предприятии.
После оккупации Югославии Уменович остался в Белграде, где возглавил сопротивление оккупантам и начал проводить диверсии и саботажи. Однако его группу раскрыли, и осенью он бежал из города, вступив в Космайский партизанский отряд. В боях он проявлял большую храбрость и был включён в пулемётный расчёт. Особенно он отличился в отражении Первого антипартизанского наступления. После подавления выступлений в Сербии Мичо ушёл с партизанами в Санджак в конце 1941 года, а 1 марта 1942 стал политруком одной из рот 2-й пролетарской ударной бригады.
В составе 2-й пролетарской ударной бригады Мичо участвовал во множестве боёв, а особенно во время похода партизан в Боснийскую Краину в августе 1942 года: сражался в Ливно, Купресе и Босанском-Грахово. Проявил себя и как отличный политрук. В начале 1943 года в ходе сражения на Неретве он в одиночку пошёл на роту итальянцев, закидав их гранатами и повергнув в панику. После того, как первые из итальянских солдат отступили, он вынудил сдаться всю роту. Благодаря проявленной храбрости и умению мотивировать солдат, в ходе битвы на Неретве Милорад был назначен заместителем политрука 2-го батальона 2-й пролетарской бригады.
4 декабря 1943 года немцы напали на Приеполе, окружив 1-й и 2-й батальоны 2-й пролетарской ударной бригады на Кошевинах и части 1-й шумадийской бригады в Приеполе. В ходе неравного боя партизаны оказали упорное сопротивление, но Уменович погиб. После войны его перезахоронили в Баня-Луке.
Указом Президиума Антифашистского вече народного освобождения Югославии от 13 марта 1945 года Милораду Уменовичу посмертно присвоено звание Народного героя Югославии.